# بارو (فیلم ۲۰۱۲)
«بارو» (انگلیسی: Fortress (2012 film)) یک فیلم است که در سال ۲۰۱۲ منتشر شد. از بازیگران آن می‌توان به بوگ هال، کریس اوون، و ژوزف ویلیامسون اشاره کرد.